# Andreas Hilfiker
Andreas Hilfiker (* 11. Februar 1969 in Aarau) ist ein ehemaliger Schweizer Fussballtorhüter und derzeitiger Torhütertrainer.

## Laufbahn
1986 wechselte Hilfiker von seinem Jugendverein FC Kölliken in den Nachwuchs des FC Aarau. 1997 wechselte er in die deutsche 2. Bundesliga zum Aufsteiger 1. FC Nürnberg. Dort lieferte er sich mit Rainer Berg und Christoph Müller einen Dreikampf um den Platz zwischen den Pfosten. Daher kam er in seinem ersten Jahr in Deutschland auf 18 Zweitligapartien. Nachdem der Durchmarsch des Vereins in die Bundesliga gelungen war, hatte er am Anfang der Saison den Stammplatz inne, den er jedoch ab der Winterpause an den neu verpflichteten Andreas Köpke verlor. Er kam auf 17 Erstligapartien.
1999 wechselte er zu Tennis Borussia Berlin (TeBe) in die 2. Bundesliga. Dort war er Stammtorhüter und erreichte mit dem Verein den 13. Platz. Nach dem Lizenzentzug für TeBe wechselte er zum Erstligaabsteiger SSV Ulm 1846, wo er Philipp Laux ersetzte, der zu Borussia Dortmund gewechselt hatte. Auch hier war er Stammtorhüter, wurde aber am Ende der Saison, als der Abstieg ins Amateurlager fast unausweichlich war, durch das junge Talent Holger Betz ersetzt.
2001 war Hilfiker kurze Zeit vereinslos und wurde dann vom FC Vaduz verpflichtet. Dort verdrängte er Javier Crespo, der daraufhin zu Chur 97 ging. Hilfiker spielte für die Liechtensteiner eine Saison in der Nationalliga B, ehe er zum FC Luzern wechselte. 2004 ging er zum FC Zug 94, wo er bis Mai 2005 spielte.
Im Mai 2005 beendete er seine aktive Karriere und wurde Torhütertrainer beim FC Thun. Zur Saison 2007/08 wurde Hilfiker vom FC Aarau als Torhütertrainer verpflichtet, in der Winterpause wechselte er zum VfL Wolfsburg. 2018/19 war er dort Koordinator im Torhüterbereich. Das gleiche Amt übte er 2021–2023 beim FC Aarau aus. Seit 1. Juli 2023 ist er Koordinator im Torhüterbereich beim Grasshopper Club Zürich.